# 大卡拉布奇伊夫

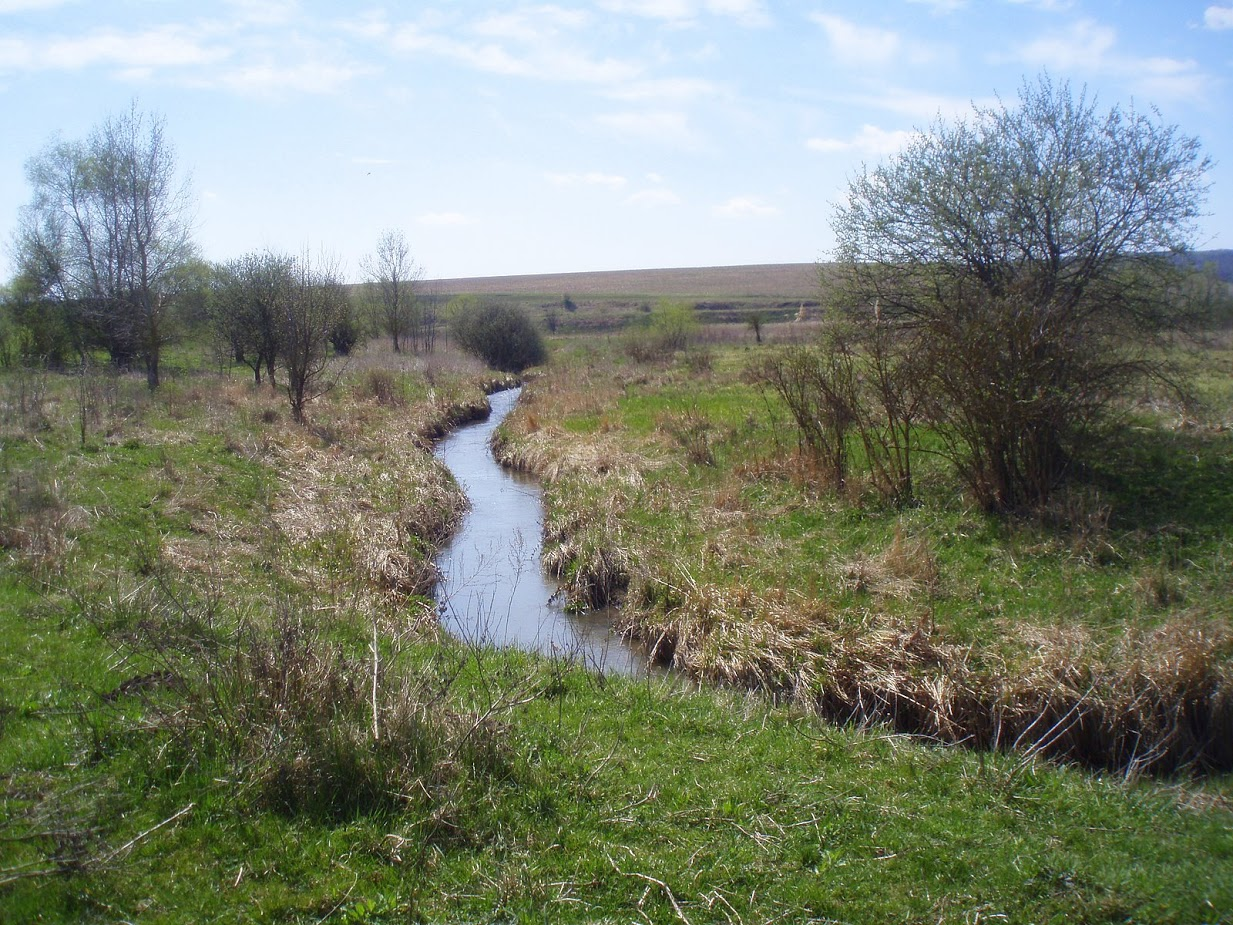

49°1′48″N 26°36′6″E / 49.03000°N 26.60167°E
大卡拉布奇伊夫（烏克蘭語：Великий Карабчіїв）是位於烏克蘭西部的村莊，由赫梅利尼茨基州裡赫梅利尼茨基區的霍羅多克市鎮負責管轄。該村始建於十四世紀，面積0.26平方公里，海拔高度233米，2022年人口为615人。